# NBA Finale
De NBA Finale is de kampioenschapserie van de National Basketball Association (NBA), die in een best-of-seven opzet worden gespeeld. In deze opzet spelen twee teams, de winnaar van respectievelijk de Eastern Conference en de Western Conference Finale, maximaal zeven wedstrijden tegen elkaar, totdat een van de twee teams vier wedstrijden gewonnen heeft.
De in 1947 voor het eerst gespeelde NBA finale is de climax van de NBA Playoffs, die volgen op het reguliere NBA-seizoen. De winnaar van de finale, de NBA-kampioen, krijgt de Larry O'Brien kampioenschaptrofee gepresenteerd, genoemd naar een voormalig NBA-voorzitter. Tal van Amerikaanse media refereren abusievelijk aan de NBA-kampioen als de wereldkampioen, ondanks het feit dat er alleen Noord-Amerikaanse basketbalteams aan deelnemen. Behalve de trofee, krijgt elk teamlid een kampioensring. Een individuele prijs wordt toegekend aan de beste speler van de NBA Finale: de NBA Finals Most Valuable Player Award. Dit is, op één uitzondering na, meestal een speler van de NBA-kampioen: in 1969 viel Jerry West als lid van de verliezende Los Angeles Lakers, deze prijs ten deel. 

## Suprematie
De Boston Celtics wonnen van 1957-1969 op twee na alle kampioenschappen, waarvan acht op rij. Succescoach Red Auerbach stond aan het hoofd van dit succesteam, waarin onder meer Bill Russell, Bill Sharman, John Havlicek en Bob Cousy speelden. Larry Bird leidde de Celtics naar drie kampioenschappen in de jaren tachtig. Na een periode van meer dan twintig jaar waarin ze de finale niet bereikten, won een Celtics team geleid door Paul Pierce de titel opnieuw in 2008. Dit deden ze nog eens over in 2024. In totaal won het team uit Boston een recordaantal van achttien titels: in 1957, 1959-1966, 1968-1969, 1974, 1976, 1981, 1984, 1986, 2008 en 2024. Dit record wordt dichtst benaderd door de Los Angeles Lakers (die eerder in Minneapolis hun thuisbasis hadden): zij wonnen hun zeventien kampioenschappen in 1949-1950, 1952-1954, 1972, 1980, 1982, 1985, 1987-1988, 2000-2002, 2009-2010 en 2020. Vijf van deze titels werden in Minneapolis behaald en twaalf in Los Angeles. Michael Jordans Chicago Bulls wonnen zes titels: van 1991-1993 en 1996-1998. De Boston Celtics wonnen weliswaar de meeste finales (18 van de 22 finales die ze speelden (een winstpercentage van 81.8). De Los Angeles Lakers maakten echter hun opwachting in de meeste finales, namelijk 32, waarvan ze er 17 winnend afsloten (een winstpercentage van 53.1). De Chicago Bulls wonnen alle zes finales waarin ze speelden.

## Geschiedenis

### De beginjaren
| Jaar | Kampioen Western Conference 1 | Marge | Kampioen Eastern Conference |
| ---- | ----------------------------- | ----- | --------------------------- |
| 1947 | Chicago Stags                 | 1–4   | Philadelphia Warriors       |
| 1948 | Baltimore Bullets             | 4–2   | Philadelphia Warriors       |
| 1949 | Minneapolis Lakers            | 4–2   | Washington Capitols         |
| 1950 | Minneapolis Lakers1           | 4–2   | Syracuse Nationals          |
| 1951 | Rochester Royals              | 4–3   | New York Knicks             |
| 1952 | Minneapolis Lakers            | 4–3   | New York Knicks             |
| 1953 | Minneapolis Lakers            | 4–1   | New York Knicks             |
| 1954 | Minneapolis Lakers            | 4–3   | Syracuse Nationals          |
| 1955 | Ft. Wayne Pistons             | 3–4   | Syracuse Nationals          |
| 1956 | Ft. Wayne Pistons             | 1–4   | Philadelphia Warriors       |

### De Celtics-dynastie
| Jaar | Kampioen Western Conference | Marge | Kampioen Eastern Conference |
| ---- | --------------------------- | ----- | --------------------------- |
| 1957 | St. Louis Hawks             | 3–4   | Boston Celtics              |
| 1958 | St. Louis Hawks             | 4–2   | Boston Celtics              |
| 1959 | Minneapolis Lakers          | 0–4   | Boston Celtics              |
| 1960 | St. Louis Hawks             | 3–4   | Boston Celtics              |
| 1961 | St. Louis Hawks             | 1–4   | Boston Celtics              |
| 1962 | Los Angeles Lakers          | 3–4   | Boston Celtics              |
| 1963 | Los Angeles Lakers          | 2–4   | Boston Celtics              |
| 1964 | San Francisco Warriors      | 1–4   | Boston Celtics              |
| 1965 | Los Angeles Lakers          | 1–4   | Boston Celtics              |
| 1966 | Los Angeles Lakers          | 3–4   | Boston Celtics              |
| 1967 | San Francisco Warriors      | 2–4   | Philadelphia 76ers          |
| 1968 | Los Angeles Lakers          | 2–4   | Boston Celtics              |
| 1969 | Los Angeles Lakers          | 3–4   | Boston Celtics              |

### De jaren zeventig
In de jaren zeventig wonnen acht verschillende teams het kampioenschap, de Celtics en Knicks wonnen elk twee keer.
| Jaar | Kampioen Western Conference | Marge | Kampioen Eastern Conference |
| ---- | --------------------------- | ----- | --------------------------- |
| 1970 | Los Angeles Lakers          | 3–4   | New York Knicks             |
| 1971 | Milwaukee Bucks             | 4–0   | Baltimore Bullets           |
| 1972 | Los Angeles Lakers          | 4–1   | New York Knicks             |
| 1973 | Los Angeles Lakers          | 1–4   | New York Knicks             |
| 1974 | Milwaukee Bucks             | 3–4   | Boston Celtics              |
| 1975 | Golden State Warriors       | 4–0   | Washington Bullets          |
| 1976 | Phoenix Suns                | 2–4   | Boston Celtics              |
| 1977 | Portland Trail Blazers      | 4–2   | Philadelphia 76ers          |
| 1978 | Seattle SuperSonics         | 3–4   | Washington Bullets          |
| 1979 | Seattle SuperSonics         | 4–1   | Washington Bullets          |

### Lakers-Celtics rivaliteit
In de jaren 80 stonden de Lakers of de Celtics in elke finale, de Lakers wonnen er vijf, de Celtics drie, the Sixers eenmaal in 1983 en Detroit een keer in 1989.
| Jaar | Kampioen Western Conference | Marge | Kampioen Eastern Conference |
| ---- | --------------------------- | ----- | --------------------------- |
| 1980 | Los Angeles Lakers          | 4–2   | Philadelphia 76ers          |
| 1981 | Houston Rockets             | 2–4   | Boston Celtics              |
| 1982 | Los Angeles Lakers          | 4–2   | Philadelphia 76ers          |
| 1983 | Los Angeles Lakers          | 0–4   | Philadelphia 76ers          |
| 1984 | Los Angeles Lakers          | 3–4   | Boston Celtics              |
| 1985 | Los Angeles Lakers          | 4–2   | Boston Celtics              |
| 1986 | Houston Rockets             | 2–4   | Boston Celtics              |
| 1987 | Los Angeles Lakers          | 4–2   | Boston Celtics              |
| 1988 | Los Angeles Lakers          | 4–3   | Detroit Pistons             |
| 1989 | Los Angeles Lakers          | 0–4   | Detroit Pistons             |

### De Bulls-dynastie
In de jaren 90 draaiden de Chicago Bulls op volle toeren, en samen met Michael Jordan wonnen ze zes titels uit evenveel gespeelde finales.
| Jaar | Kampioen Western Conference | Marge | Kampioen Eastern Conference |
| ---- | --------------------------- | ----- | --------------------------- |
| 1990 | Portland Trail Blazers      | 1–4   | Detroit Pistons             |
| 1991 | Los Angeles Lakers          | 1–4   | Chicago Bulls               |
| 1992 | Portland Trail Blazers      | 2–4   | Chicago Bulls               |
| 1993 | Phoenix Suns                | 2–4   | Chicago Bulls               |
| 1994 | Houston Rockets             | 4–3   | New York Knicks             |
| 1995 | Houston Rockets             | 4–0   | Orlando Magic               |
| 1996 | Seattle SuperSonics         | 2–4   | Chicago Bulls               |
| 1997 | Utah Jazz                   | 2–4   | Chicago Bulls               |
| 1998 | Utah Jazz                   | 2–4   | Chicago Bulls               |
| 1999 | San Antonio Spurs 2         | 4–1   | New York Knicks             |

### De LeBron-jaren
In 2003 kwam LeBron James de NBA binnen. Tijdens de volgende zeventien seizoenen zou James maar liefst tien keer in de NBA Finals verschijnen, waarvan acht opeenvolgende jaren. Hij pakte in die Finals vier keer de titel, met drie verschillende ploegen. Hij deed dit kunstje zowel als kampioen van de Eastern Conference als kampioen van de Western Conference. Hij is de enige speler in de geschiedenis met drie NBA Finals MVP's bij drie verschillende ploegen.
| Jaar | Kampioen Western Conference | Marge | Kampioen Eastern Conference |
| ---- | --------------------------- | ----- | --------------------------- |
| 2000 | Los Angeles Lakers          | 4–2   | Indiana Pacers              |
| 2001 | Los Angeles Lakers          | 4–1   | Philadelphia 76ers          |
| 2002 | Los Angeles Lakers          | 4–0   | New Jersey Nets             |
| 2003 | San Antonio Spurs           | 4–2   | New Jersey Nets             |
| 2004 | Los Angeles Lakers          | 1–4   | Detroit Pistons             |
| 2005 | San Antonio Spurs           | 4–3   | Detroit Pistons             |
| 2006 | Dallas Mavericks            | 2–4   | Miami Heat                  |
| 2007 | San Antonio Spurs           | 4–0   | Cleveland Cavaliers         |
| 2008 | Los Angeles Lakers          | 2–4   | Boston Celtics              |
| 2009 | Los Angeles Lakers          | 4–1   | Orlando Magic               |
| 2010 | Los Angeles Lakers          | 4–3   | Boston Celtics              |
| 2011 | Dallas Mavericks            | 4–2   | Miami Heat                  |
| 2012 | Oklahoma City Thunder       | 1–4   | Miami Heat                  |
| 2013 | San Antonio Spurs           | 3–4   | Miami Heat                  |
| 2014 | San Antonio Spurs           | 4–1   | Miami Heat                  |
| 2015 | Golden State Warriors       | 4–2   | Cleveland Cavaliers         |
| 2016 | Golden State Warriors       | 3–4   | Cleveland Cavaliers         |
| 2017 | Golden State Warriors       | 4–1   | Cleveland Cavaliers         |
| 2018 | Golden State Warriors       | 4–0   | Cleveland Cavaliers         |
| 2019 | Golden State Warriors       | 2–4   | Toronto Raptors             |
| 2020 | Los Angeles Lakers          | 4–2   | Miami Heat                  |
| 2021 | Phoenix Suns                | 2–4   | Milwaukee Bucks             |
| 2022 | Golden State Warriors       | 4–2   | Boston Celtics              |
| 2023 | Denver Nuggets              | 4–1   | Miami Heat                  |
| 2024 | Dallas Mavericks            | 1–4   | Boston Celtics              |
| 2025 | Oklahoma City Thunder       | 4–3   | Indiana Pacers              |